# جمهورية مستقلة ذاتيا
جمهورية مستقلة ذاتياً هو مصطلح على الجمهوريات التي تكون داخل دولة وتشكل اتحاد معها، مثلما موجود حالياً في جمهورية روسيا الفدرالية حيث يوجد بها عدة جمهوريات مستقلة ذاتياً مثل جمهورية الشيشان وجمهورية داغستان وجمهورية تتاريا وغيرها، كما كانت هذه الجمهوريات موجودة في الإتحاد السوفيتي.

## جمهوريات مستقلة ذاتياً في دول الاتحاد السوفيتي السابق
- جمهوريات روسيا
- أذربيجان: جمهورية نخجوان الذاتية
- جورجيا: جمهورية أبخازيا ، أجاريا
- أوكرانيا: جمهورية القرم ذاتية الحكم
- أوزبكستان: جمهورية قرقل باغستان